# 金炳秀
金炳秀，韓國電視劇導演。

## 作品

### 電視劇
- 2011年：OCN《吸血鬼檢察官》
- 2012年：tvN《仁顯皇后的男人》
- 2013年：tvN《Nine：九回時間旅行》
- 2014年：tvN《三劍客》
- 2015年：tvN《泡泡糖》
- 2017年：tvN《河伯的新娘 2017》
- 2017年：tvN《和遊記》
- 2019年：tvN《會讀心術的那小子》
- 2022年：Disney+《警校菜鳥》

### 中國電視劇
- 2016年：《相愛穿梭千年2》

## 獲獎
- 2013年：APAN Star Awards－導演獎（Nine：九回時間旅行）

## 外部連結
- NAVER搜索 （页面存档备份，存于）